# Cuemba
Cuemba – miasto w Angoli, w prowincji Bié.